# Frostpunk
Frostpunk é um jogo de construção de cidades e sobrevivência desenvolvido e publicado pela 11 bit studios. O jogador se torna líder de uma cidade em uma história alternativa que ocorre por volta do fim do século XIX, na qual precisa construir e gerenciar uma cidade durante um inverno vulcânico mundial. O jogador precisa gerenciar e coletar recursos, explorar o ambiente e fazer diversas escolhas para garantir a sobrevivência do maior número de pessoas. O jogo possui vários cenários para jogar, cada um com suas próprias histórias e desafios.
O jogo foi lançado inicialmente para Microsoft Windows em abril de 2018, em outubro de 2019 foi disponibilizado para PlayStation 4, Xbox One e para macOS em fevereiro de 2021. Recebeu avaliações positivas após o lançamento e vendeu mais de 3 milhões de cópias em três anos após o lançamento.
Sua sequência, Frostpunk 2, foi anunciada em 12 de agosto de 2021, com lançamento previsto para 2024.

## Jogabilidade
O jogo começa com o jogador, chamado de "capitão", coordenando um pequeno grupo de sobreviventes que consiste de alguns trabalhadores, engenheiros e crianças, e alguns poucos suprimentos para começar a construir uma cidade. O jogador precisa coletar carvão, madeira, aço e alimentos para manter sua sociedade aquecida e saudável em meio ao frio que varia de tempos em tempos. Quando as condições climáticas ou a situação política piora, os cidadãos podem não querer trabalhar. Na maioria dos cenários do jogo, a cidade é construída em volta de um gerador, uma máquina a vapor que funciona com carvão, produzindo calor em um raio circular, que pode ser ampliado e intensificado ao longo do jogo, aumentando o consumo de carvão. Casas e instalações médicas devem ser colocadas próximas ao gerador,  para que não ocorram surtos de congelamento e adoecimento, priorizando as construções conforme a necessidade. Para funcionar, instalações médicas e estufas de produção de alimentos precisam ser mantidas acima de -20 °C, caso contrário, não funcionarão. Os locais de trabalho das pessoas também devem manter temperaturas amenas, utilizando aquecedores ou turbinas a vapor, caso empreguem trabalhadores humanos. Isso é desnecessário se for utilizado autômatos, máquinas automatizadas que permitem o funcionamento ininterrupto utilizando apenas o calor gerado no gerador.
O jogador pode usar leis para controlar a produtividade da sua população ao custo de aumentar o descontentamento, por exemplo, permitindo o trabalho infantil ou forçando turnos de 24 horas e para desenvolver melhores cuidados de saúde, como próteses ou alimentação extra para os doentes. Na maioria dos cenários, o jogador pode assinar leis para aumentar o apoio dos cidadãos, seja por "Ordem", que inclui construções e leis para reforçar a segurança, quer por "Fé", que inclui o mesmo porém para implementar uma religião. Estes dois caminhos podem ser seguidos até chegar ao fanatismo, com o caminho da “Ordem” a conduzir a uma ditadura militar, enquanto o caminho da “Fé” conduz a uma teocracia total. Ao proclamar a última lei em quaisquer dos caminhos, o Capitão é proclamado líder supremo e não há mais os mecanismos de "esperança". Além disso, é construída uma plataforma para executar “inimigos” ou “incrédulos”, queimando-os até a morte com utilizando o gerador; o jogador pode agendar uma execução para diminuir o descontentamento em sua cidade. A adoção de qualquer uma das três últimas leis de ambos os caminhos levará ao final "Cruzou a linha" caso a cidade sobreviva, onde o jogo mostra como a humanidade abandonou seus valores na busca pela sobrevivência. 11 bit studios mencionou várias vezes que o sistema jurídico foi projetado para forçar os jogadores a pesar a escolha entre sobrevivência ou humanidade, criando um dilema moral em que o jogo se baseia.
A tecnologia é outra característica do jogo. O ambiente cada vez mais frio força a cidade a se adaptar, desenvolvendo melhor isolamento, gerador mais potente, melhor produção industrial e maquinário mais eficiente. Construir uma estrutura de oficina permite ao jogador pesquisar tecnologias e construções que tornarão a cidade mais eficiente. A cidade pode construir um farol para explorar o terreno congelado ao redor em busca de sobreviventes e recursos adicionais.

## Enredo
O jogo se passa em um período alternativo de 1886-87, onde as erupções de Krakatoa e do Monte Tambora, o escurecimento do Sol e outros fatores desconhecidos causaram um inverno vulcânico mundial.
Isso, por sua vez, ocasionou uma grande perda das plantações e a morte de milhões. Este evento corresponde aproximadamente com a erupção histórica de 1883 do Krakatoa, um evento vulcânico que levou ao resfriamento global.
Em resposta a isso, várias instalações chamadas "geradores" foram construídas pelo Império Britânico e pelos Estados Unidos no norte, que é rico em carvão, projetadas para serem centros urbanos no caso de uma queda das temperaturas forçar a migração em massa do sul. Em todos os cenários, o jogador é o líder de uma cidade ou posto avançado, geralmente em torno de um gerador, deve que administrar recursos para garantir a sobrevivência da cidade.
O jogo foi lançado com três cenários, cada um com diferentes origens e histórias. A história principal, "A New Home", envolve refugiados de Londres se estabelecendo em sua própria cidade, que fica conhecida como "New London"; os colonos devem enfrentar uma "Grande Tempestade", ao mesmo tempo em que lutam contra a queda da cidade vizinha de Winterhome. "The Arks" gira em torno de uma cidade amplamente automatizada administrada por cientistas de Oxford e Cambridge, buscando preservar amostras de plantas coletadas antes do resfriamento global. "Os Refugiados" envolve um grupo que assumiu o controle de um gerador destinado a nobres ricos e a luta social que se segue.
Três cenários adicionais foram lançados como conteúdo para download, um gratuito para todos os jogadores e dois como parte do Season Pass. "The Fall of Winterhome", o cenário gratuito, é uma prequel ambientada imediatamente antes de "A New Home", com os residentes de Winterhome forçados a evacuar sua cidade devido a um gerador que falhou. "The Last Autumn" também é uma prequel, ambientada no Canadá Atlântico pouco antes do início do inverno global, envolvendo a construção de um gerador para a evacuação de Liverpool. "On the Edge" é uma sequência de "A New Home", que acontece em um posto avançado estabelecido por New London após a "Grande Tempestade".
O modo sem fim também foi introduzido em uma atualização posterior, foca menos na narrativa, permitindo que o jogador se concentre em sobreviver o maior tempo possível enquanto resiste a diversas tempestades. Os DLCs do Season Pass adicionaram configurações adicionais para o modo sem fim, como "The Builders", envolvendo a construção de um gerador (baseado em "The Last Autumn") durante as condições de inverno.
O jogo foi anunciado em agosto de 2016. Os desenvolvedores pretendiam inicialmente um lançamento no final de 2017, mas o lançamento foi adiado para 24 de abril de 2018. O jogo foi lançado para PlayStation 4 e Xbox One em outubro de 2019. O jogo foi desenvolvido usando o mecanismo de jogo interno da 11 bit studios chamado Liquid Engine.
Uma versão para iOS e Android está sendo desenvolvido pela NetEase Games, estando em fase de desenvolvimento. Os testes foram feitos em duas rodadas de teste abertas com o público.

## Recepção
Frostpunk recebeu "críticas geralmente favoráveis", de acordo com o agregador de críticas Metacritic.
Foi nomeado para o prêmio de "Melhor Jogo de Estratégia" no Game Critics Awards, "Melhor Design Visual", "Jogo para PC do Ano" no Golden Joystick Awards de 2018. Ganhou o título de  "Melhor Jogo de Estratégia" no The Game Awards 2018.
Em 2019 foi nomeado para "Jogo de Estratégia/Simulação do Ano" no D.I.C.E Awards, "Jogo, Simulação" no prêmio National Academy of Video Game Trade Reviewers Awards, "Música do Ano", "Melhor Álbum de Trilha Sonora Original" e "Melhor Música para um Jogo Indie" no GANG Awards 2019 e para "Narrativa" no 15º British Academy Games Awards.
Vendeu mais de 250.000 cópias três dias após seu lançamento, mais de 1,4 milhão em um ano e 3 milhões em três anos.

## Jogo de tabuleiro
Um jogo de tabuleiro Frostpunk projetado por Jakub Wiśniewski junto com a empresa Glass Cannon Unplugged vagamente baseado no videogame foi vendido via Kickstarter em outubro de 2020. A campanha do Kickstarter alcançou € 2.496.308 em vendas.

## Sequência
Uma sequência foi anunciada em 12 de agosto de 2021. Frostpunk 2 se passará em New London 30 anos após a "Grande Tempestade" do jogo original e trará as consequências do advento da indústria do petróleo em New London.